# قط نيبيلونج

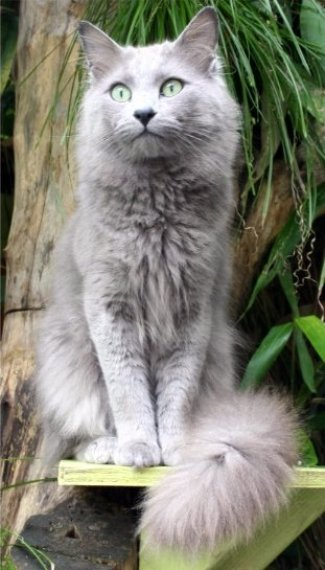

قط نيبيلونج (بالألمانية: Nebelung) ويعني الأسم بالألمانية «كائن الضباب». وهو قط طويل ضئيل الجسم، ذو شعر أزرق اللون حريري الملمس متوسط الطول مع ذيل طويل. ويرجع ظهور هذا القط في المعارض البريطانية إلى ما يزيد على مائة عام. والمواصفات القياسية المعترف بها عالمياً لهذا القط، هي مواصفات القط الروسي الأزرق نفسها فيما عدا طول الشعر. فالجسم طويل نحيف، والأذنان طويلتان وكذلك الذيل، والكتفان عريضان والرأس مسطّح. والشعر أزرق اللون ذو أطراف فضية، مما يعطيه لمعاناً وبريقاً، وهو شعر متوسط الطول مع ذيل طويل. ولون العينين أخضر في القط البالغ، بينما يراوح اللون من الأصفر إلى الأخضر في القطط الصغيرة. وهو قط شديد الذكاء يحب أصحابه وأفراد الأسرة التي يقيم فيها، ولكنه ينفر من الأغراب خاصة الصغار. ويُمضي القط الصغير وقتاً حتى يتواءم مع مسكنه الجديد. وهو يحب الجلوس في حجر صاحبه، ويحب أن يدلل ويلاطف، ويتبع صاحبه من مكان إلى آخر. كما يستمتع بالنوم في فراش صاحبه، إذ سُمح له بذلك.